# 美少女 (馬)
美少女，是日本純種競賽馬匹。生涯活躍於一哩及中距離賽事，曾勝出雌馬賽及人魚錦標，亦連續於優駿牝馬（日本橡樹大賽）、秋華賞及女皇伊利沙伯二世盃中跑獲亞軍。

## 出賽前
1998年4月29日出生於北海道早來町（今安平町）北部牧場，成長途中於一口馬主俱樂部Shadai Race Horse Co. Ltd.進行馬主募集。
其後交由栗東訓練中心練馬師橋口弘次郎訓練。

## 競賽生涯

### 3歲（現2歲）
2000年出戰京都競馬場2歲新馬戰，於後方位置追走下未能衝出，最終僅取得第五的戰績。
其後於另一場3歲新馬戰中跑獲第三後再於3歲未勝利以第二完賽，12月在第二場三歲未勝利戰中成功以變奏方式於直路取得優勢，其後保持之下順利取得首勝。

### 3歲[a]
2001年首戰選擇為3歲500萬獎金以下條件戰，然而於調整不足下狀態較差，最終在直路大幅失速以第十大敗。
3月11日出戰雌馬賽，比賽初段保持於隊伍最後方位置推進，於通過彎道時候仍未有提速，僅有向外取位的動作。進入直路後，其於外檔迅速啟動並進入狀態，最終轟出後600米35.1秒的末腳下一舉蠶食所有前方對手，甚至以拉開第二1 1/4馬位的姿態取得首個分級賽冠軍。
然而其後於櫻花賞前出現發燒症狀，最終選擇避戰。
4月22日復出出戰花仙錦標，本次比賽繼續採用後上戰術，在最後方位置等待時機。進入直路後，其雖然於外檔以凌厲的勢頭突破，但仍然無法縮窄和Oiwake Hikari及蠟筆少女的距離，以第三的戰績完賽。
其後以優駿牝馬（日本橡樹大賽）作為目標，賽前取得第四人氣。比賽開始後，其仍然選擇使用後上戰術於初段展開，但鑑於上仗後上不給的情況下，騎師橫山典弘選擇控制其於對面直路提早加速，於最後彎道經已進入第十的中團狀態。進入直路後，其瞬間衝出並和同一位置的蠟筆少女展開激烈的纏鬥，但最終一直被對方壓制下以頸位差距落敗取得第二。
進入秋季後，其出戰玫瑰錦標作為目標，雖然於比賽途中在中團維持穩定的走勢並於直路跑出全場最快末腳，但最終仍然未能戰勝稍早前透出的Diamond Biko以第二落敗。
10月出戰正賽秋華賞，本次比賽其重拾後上的戰術，於通過第二彎道前一直維持於最後方的位置，於對面直路中段才稍為加速上前。進入直路後，其抽出大外檔一舉加速，然而再度未能扭轉局勢下被海洋駿驥以3/4馬位擊敗。
其後出戰女皇伊利沙伯二世盃，為其首次挑戰年長馬匹。比賽開始後，其以緩慢的姿態逐步進佔位置，落於後方位置逐步追走，並於第三、四彎道之間抽出外檔加速。進入直路後，其繼續以過彎時的勢頭進行加速，可惜一直追擊之下仍然未能越過前方的快得勝一步，以鼻位差距憾負，連續三場一級賽取得亞軍。

### 4歲
進入2002年，其於首戰讀賣盃中僅跑獲第九，其後出戰目黑紀念仍然未能發揮表現，以第十四大敗。
夏季開始重返中距離戰線，但仍然未有太大進步，出戰人魚錦標、府中牝馬錦標及女皇伊利沙伯二世盃分別取得第四、第六及第八。
年末其再度縮程至一哩出戰阪神牝馬錦標，採取中段變奏的方式下在直路稍為加速一段，最終以第三的戰績完賽。

### 5歲
2003年雖然於年初的京都金盃僅敗於響尾蛇及草原世界取得第三，但於上半年餘下時間未能保持表現，於小倉大賞典、讀賣盃及安田紀念中均未能跑入三甲之內。
進入夏季，其以人魚錦標作為目標之一。比賽開始後，其保持於後方當位置緩步推進，於比賽途中面對較晚的步速下選擇變奏上前，並於第四彎道經已進佔第四的位置。進入直路後，其於中檔展現極佳的軟地適應性，輕鬆加速之下瞬間取得領先，及後繼續拋離後方賽駒奪得冠軍。
稍為放草下於秋季出戰府中牝馬錦標，雖然於比賽初段維持於有利位置，並於直路轟出優秀的末腳速度一舉超越大部份對手，但仍然未能對蠟筆少女造成威脅，最終以1馬位敗於對手取得第二。
其後出戰大目標女皇伊利沙伯二世盃，但於直路上反應未如以往，僅能小程度加速下敗於Admire Groove、Still in Love、虎尾巴及蠟筆少女取得第五。

### 6歲
2004年，其於本年度僅出戰兩場賽事，分別以第八及第六完賽，其後陣營決定安排其退役。

### 詳細賽績
| 日期       | 舉辦國家 | 馬場 | 距離   | 級別 | 賽事名稱           | 負重 | 騎師     | 馬號 | 出馬 | 名次 | 時間   | 頭馬（二馬）    |
| ---------- | -------- | ---- | ------ | ---- | ------------------ | ---- | -------- | ---- | ---- | ---- | ------ | --------------- |
| 4/11/2000  | 日本     | 京都 | 草1600 |      | 3歲新馬            | 53   | 吉田稔   | 13   | 16   | 5    | 1:36.5 | 千禧傳記        |
| 12/11/2000 | 日本     | 京都 | 草1400 |      | 3歲新馬            | 53   | 高橋亮   | 9    | 15   | 3    | 1:23.3 | Starry Romance  |
| 3/12/2000  | 日本     | 阪神 | 草1600 |      | 3歲未勝利          | 53   | 高橋亮   | 4    | 9    | 2    | 1:35.6 | Dancing Color   |
| 17/12/2000 | 日本     | 阪神 | 草1600 |      | 3歲未勝利          | 53   | 松永幹夫 | 15   | 16   | 1    | 1:36.4 | （Tokai Pride） |
| 24/2/2001  | 日本     | 阪神 | 草1200 |      | 3歲500萬獎金以下   | 53   | 松永幹夫 | 13   | 14   | 10   | 1:11.7 | Stima           |
| 11/3/2001  | 日本     | 阪神 | 草1400 | GII  | 雌馬賽             | 54   | 小牧太   | 9    | 14   | 1    | 1:21.7 | （Happy Path）  |
| 22/4/2001  | 日本     | 東京 | 草2000 | GII  | 花仙錦標           | 54   | 橫山典弘 | 16   | 16   | 3    | 2:01.8 | Oiwake Hikari   |
| 20/5/2001  | 日本     | 東京 | 草2400 | GI   | 優駿牝馬           | 55   | 横山典弘 | 1    | 18   | 2    | 2:26.3 | 蠟筆少女        |
| 16/9/2001  | 日本     | 阪神 | 草2000 | GII  | 玫瑰錦標           | 54   | 横山典弘 | 2    | 11   | 2    | 2:02.0 | Diamond Biko    |
| 14/10/2001 | 日本     | 京都 | 草2000 | GI   | 秋華賞             | 55   | 横山典弘 | 9    | 18   | 2    | 1:58.6 | 海洋駿驥        |
| 11/11/2001 | 日本     | 京都 | 草2200 | GI   | 女皇伊利沙伯二世盃 | 54   | 横山典弘 | 2    | 15   | 2    | 2:11.2 | 快得勝          |
| 13/4/2002  | 日本     | 阪神 | 草1600 | GII  | 讀賣盃             | 56   | 小牧太   | 11   | 14   | 9    | 1:33.5 | Millennium Bio  |
| 18/5/2002  | 日本     | 東京 | 草2500 | GII  | 目黑紀念           | 55   | 横山典弘 | 2    | 18   | 14   | 2:33.9 | Toshi the V.    |
| 7/7/2002   | 日本     | 阪神 | 草2000 | GIII | 人魚錦標           | 56   | 安藤勝己 | 8    | 12   | 4    | 1:59.8 | 勝山鈴駒        |
| 13/10/2002 | 日本     | 中山 | 草1800 | GIII | 府中牝馬錦標       | 56   | 後藤浩輝 | 4    | 11   | 6    | 1:46.5 | Diamond Biko    |
| 10/11/2002 | 日本     | 京都 | 草2200 | GI   | 女皇伊利沙伯二世盃 | 56   | 後藤浩輝 | 6    | 13   | 8    | 2:14.4 | 美妙姿勢        |
| 15/11/2002 | 日本     | 阪神 | 草1600 | GII  | 阪神牝馬錦標       | 56   | 小牧太   | 5    | 16   | 3    | 1:33.3 | Diamond Biko    |
| 5/1/2003   | 日本     | 京都 | 草1600 | GIII | 京都金盃           | 55   | 李慕華   | 2    | 16   | 3    | 1:33.9 | 響尾蛇          |
| 9/2/2003   | 日本     | 小倉 | 草1800 | GIII | 小倉大賞典         | 55   | 李慕華   | 2    | 16   | 8    | 1:49.6 | Meiner Blau     |
| 19/4/2003  | 日本     | 阪神 | 草1600 | GII  | 讀賣盃             | 56   | 小牧太   | 7    | 13   | 5    | 1:32.6 | 天鵝騎士        |
| 8/6/2003   | 日本     | 東京 | 草1600 | GI   | 安田紀念           | 56   | 江田照男 | 13   | 18   | 14   | 1:33.3 | 愛麗數碼        |
| 13/7/2003  | 日本     | 阪神 | 草2000 | GIII | 人魚錦標           | 56   | 横山典弘 | 4    | 10   | 1    | 2:03.7 | （海洋駿驥）    |
| 19/10/2003 | 日本     | 東京 | 草1800 | GIII | 府中牝馬錦標       | 56   | 横山典弘 | 12   | 14   | 2    | 1:46.8 | 蠟筆少女        |
| 16/11/2003 | 日本     | 京都 | 草2200 | GI   | 女皇伊利沙伯二世盃 | 56   | 横山典弘 | 15   | 15   | 5    | 2:12.1 | Admire Groove   |
| 5/1/2004   | 日本     | 京都 | 草1600 | GIII | 京都金盃           | 55.5 | 小牧太   | 13   | 16   | 8    | 1:33.8 | 我心聲          |
| 13/3/2004  | 日本     | 中山 | 草1800 | GIII | 中山牝馬錦標       | 56   | 横山典弘 | 2    | 16   | 6    | 1:46.4 | Osumi Cosmo     |

a 由2001年開始，日本跟隨國際馬齡顯示標準，以實歲標記馬匹

## 退役後
退役後，美少女成為了繁殖雌馬，於北海道早來町（今安平町）北部牧場休養，在2004年進行配種。首匹子嗣Rosa Blanca於2005年出生，可於2007年出賽。2009年11月21日，玫瑰帝國在東京體育盃兩歲錦標取勝，成為首匹勝出分級賽的子嗣。12月20日，玫瑰帝國於朝日盃未來錦標取勝，成為首匹勝出一級賽的美少女子嗣。除此之外，其於雌系創下的成績亦不俗，如2022年勝出秋華賞的艷玫華彩正是其外孫女。
2019年10月25日，其由繁殖雌馬退役，成為牧場內帶領幼駒的領頭馬。

### 主要子嗣

#### 一級賽優勝子嗣
粗體字為一級賽
2007年生
- 玫瑰帝國（東京體育盃兩歲錦標、朝日盃未來錦標、神戶新聞盃、日本盃、京都大賞典）

### 詳細繁殖資料
| 數目     | 馬名          | 出生年 | 性別 | 父系     | 練馬師                           | 馬主                                      | 戰績                                                 |
| -------- | ------------- | ------ | ---- | -------- | -------------------------------- | ----------------------------------------- | ---------------------------------------------------- |
| 第一匹   | Rosa Blanca   | 2005   | 雌   | 大洋船   | 栗東・橋口弘次郎                 | Sunday Racing Co Ltd                      | 18戰3冠2亞2季（退役・繁殖）                          |
| 第二匹   | Rose Republic | 2006   | 雄   | 大洋船   | 栗東・橋口弘次郎 →栗東・今野貞一 | Sunday Racing Co Ltd                      | 40戰2冠3亞2季（退役）                                |
| 第三匹   | 玫瑰帝國      | 2007   | 雄   | 夏威夷王 | 栗東・橋口弘次郎                 | Sunday Racing Co Ltd                      | 25戰6冠2亞3季（退役・種馬） 分級賽5勝、內含一級賽2勝 |
|          | （流產）      |        |      | 吉兆     |                                  |                                           |                                                      |
| 第四匹   | 薔薇之王      | 2009   | 雄   | 吉兆     | 栗東・橋口弘次郎 →栗東・橋口慎介 | Sunday Racing Co Ltd                      | 35戰4冠3亞1季（退役）                                |
| 第五匹   | Dreamy Toots  | 2010   | 雌   | 森林寶穴 | 栗東・橋口弘次郎                 | 吉田和美                                  | 5戰0冠0亞1季（退役・繁殖）                           |
| 第六匹   | Rosarium      | 2011   | 雌   | 夏威夷王 | 栗東・橋口弘次郎                 | Sunday Racing Co Ltd                      | 5戰0冠1亞0季（退役・繁殖）                           |
|          | （受胎失敗）  |        |      | 無敵先鋒 |                                  |                                           |                                                      |
| 第七匹   | Rosellina     | 2013   | 雌   | 夏威夷王 | 栗東・藤原英昭 →栗東・西村真幸   | Silk Racing Co Ltd                        | 13戰2冠0亞0季（退役・繁殖）                          |
|          | （受胎失敗）  |        |      | 帝國先驅 |                                  |                                           |                                                      |
| 第八匹   | Rosa Felice   | 2015   | 雌   | 帝國先驅 | 美浦・木村哲也                   | Sunday Racing Co Ltd                      | 8戰1冠0亞0季（退役・繁殖）                           |
| 第九匹   | Rosa Gilberto | 2016   | 雄   | 勞動力   | 栗東・橋口慎介 →名古屋・地邊幸一 | Sunday Racing Co Ltd →First Vision Co Ltd | 55戰1冠7亞3季（退役）                                |
|          | （流產）      |        |      | 榮進閃耀 |                                  |                                           |                                                      |
| 第十匹   | Sanguinea     | 2018   | 雌   | 榮進閃耀 | 美浦・小島茂之                   | 吉田勝己                                  | 7戰0冠0亞0季（退役・繁殖）                           |
| 第十一匹 | 文豪玫瑰      | 2019   | 雌   | 小說名家 | 栗東・武英智                     | Sunday Racing Co Ltd                      | 11戰2冠3亞1季（退役・繁殖）                          |

## 血統簡介
父系週日寧靜是美國三冠賽雙冠馬，退役後在日本配種，在日本馬壇相當成功，贏得多項分級賽事，其子嗣贏得巨額獎金，連續12年成為日本冠軍種馬。祖父Halo爲美國賽駒，曾贏得一級賽冠軍，爲美國冠軍種馬。
母系Rose Colour為日本賽駒，生涯戰績不俗，曾勝出二級賽每日盃兩歲錦標，亦於秋華賞跑獲季軍，血統上則出自名門雌系「薔薇一族」。外祖父Shirley Heights為英國賽駒，生涯戰績優秀，曾勝出葉森打吡及愛爾蘭打吡。

### 血統表
| 父線：週日寧靜系（Halo系）        |                                |                 |               |
| 種馬 週日寧靜 1986年（棕色）      | Halo 1969年（棕色）            | Hail to Reason  | Turn-to       |
| 種馬 週日寧靜 1986年（棕色）      | Halo 1969年（棕色）            | Hail to Reason  | Nothirdchance |
| 種馬 週日寧靜 1986年（棕色）      | Halo 1969年（棕色）            | Cosmah          | Cosmic Bomb   |
| 種馬 週日寧靜 1986年（棕色）      | Halo 1969年（棕色）            | Cosmah          | Almahmoud     |
| 種馬 週日寧靜 1986年（棕色）      | Wishing Well 1975年（棗色）    | Understanding   | Promised Land |
| 種馬 週日寧靜 1986年（棕色）      | Wishing Well 1975年（棗色）    | Understanding   | Pretty Ways   |
| 種馬 週日寧靜 1986年（棕色）      | Wishing Well 1975年（棗色）    | Mountain Flower | Montparnasse  |
| 種馬 週日寧靜 1986年（棕色）      | Wishing Well 1975年（棗色）    | Mountain Flower | Edelweiss     |
| 繁殖雌馬 Rose Colour 1993（棗色） | Shirley Heights 1975年（棗色） | 水車礁石        | Never Bend    |
| 繁殖雌馬 Rose Colour 1993（棗色） | Shirley Heights 1975年（棗色） | 水車礁石        | Milan Mill    |
| 繁殖雌馬 Rose Colour 1993（棗色） | Shirley Heights 1975年（棗色） | Hardiemma       | Hardicanute   |
| 繁殖雌馬 Rose Colour 1993（棗色） | Shirley Heights 1975年（棗色） | Hardiemma       | Grand Cross   |
| 繁殖雌馬 Rose Colour 1993（棗色） | Rosa Nay 1988年（栗色）        | 利法爾          | 北地舞人      |
| 繁殖雌馬 Rose Colour 1993（棗色） | Rosa Nay 1988年（栗色）        | 利法爾          | Goofed        |
| 繁殖雌馬 Rose Colour 1993（棗色） | Rosa Nay 1988年（栗色）        | Riviere Doree   | 秘書處        |
| 繁殖雌馬 Rose Colour 1993（棗色） | Rosa Nay 1988年（栗色）        | Riviere Doree   | Riverqueen    |
| 雌系：Rosa Nay系（號族：1-w）     |                                |                 |               |
| 五代內近親交配：無                |                                |                 |               |

## 命名由來
名字Rosebud（ローズバド）意思為玫瑰的芽，於英語語境中，亦可指年輕且美麗的女性，繼承自母系Rose Colour之名字，香港則取此含意，翻譯為「美少女」。

## 外部連結
- 美少女 netkeiba.com （页面存档备份，存于）
- 血統表 （页面存档备份，存于）